# Premi Bones Lletres d'Assaig Humanístic
El Premi Bones Lletres d'Assaig Humanístic és premi d'assaig concedit anualment per la Reial Acadèmia de Bones Lletres de Barcelona i l'editorial Edicions 62 a una obra inèdita d'assaig de gènere humanístic escrita en català. Es va crear el 2020 amb l'objectiu de fomentar la creació i difusió de l'assaig en llengua catalana i té una dotació de 6.000 euros. Edicions 62 publica l'obra guanyadora.

## Guanyadors
- 2021 Cèlia Cañellas i Rosa Toran Belver per A la recerca de Hilda Agostini: del lliurepensament a la maçoneria, del republicanisme a l’antifeixisme[1][2]
- 2022 Francesc Torralba per L’ètica algorítmica[3]
- 2023 Martí Domínguez per Del natural